# Partido Socialista Angolano
O Partido Socialista Angolano foi fundado em 14 de Fevereiro de 1994; desde que o tribunal supremo inscreveu e legalizou o PSA, como um partido legal.